# Diócesis de Palencia
La diócesis de Palencia (en latín: Dioecesis Palentina) es una circunscripción eclesiástica de la Iglesia católica en España. Se trata de una diócesis latina, sufragánea de la archidiócesis de Burgos. Desde el 31 de octubre de 2024, su obispo es Mikel Garciandía Goñi.

## Territorio y organización

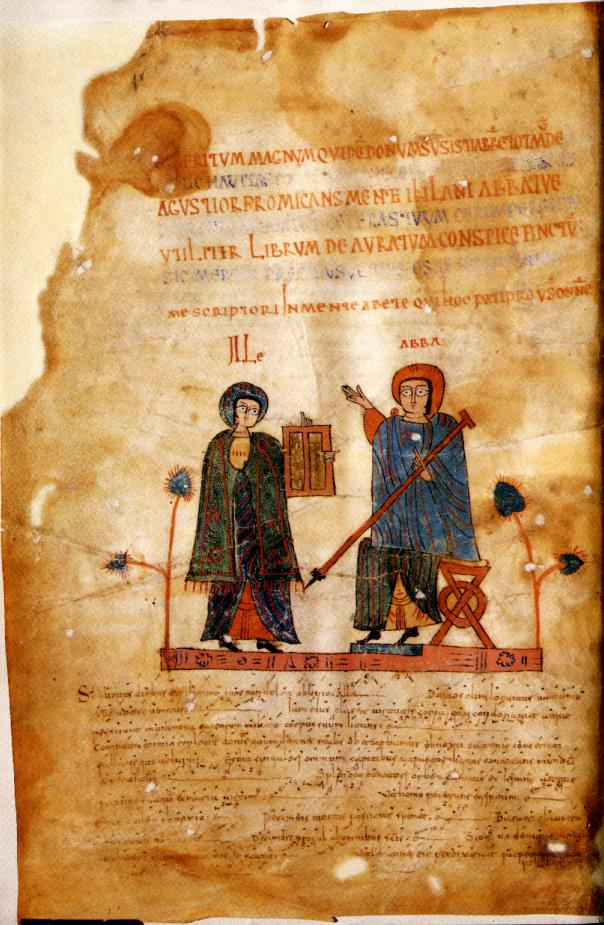
Antifonario de León

La diócesis tiene 8052 km² y extiende su jurisdicción sobre los fieles católicos de rito latino residentes en la provincia de Palencia de la comunidad autónoma de Castilla y León.
La sede de la diócesis se encuentra en la ciudad de Palencia, en donde se halla la Catedral de San Antolín.
En 2021 en la diócesis existían 470 parroquias agrupadas en 7 arciprestazgos: Brezo, Camino de Santiago, Pisuerga Norte, Campos, Cerrato, Palencia y Valle.

## Historia
La ciudad de Palencia recibe su nombre de la antigua Pallantia, una de las ciudades más importantes de la parte habitada por los vacceos. Después de algunas victorias en su defensa, contra los romanos, quedó sujeta por fin a su dominio a lo largo de cinco siglos. Palencia fue saqueada y destruida en el año 456 por el rey visigodo Teodorico. No se sabe si Palencia era sede episcopal antes de esta destrucción, pero, reedificada, brilló durante la monarquía visigoda. Muchos registros de los obispos desde finales del siglo VI hasta finales del siglo VII permanecen en las actas de once de los concilios de Toledo entre los años 589 y 693, entre ellos: Murila, Conancio, Ascario, Concordio y Baroaldo. 
En la antigüedad, la diócesis formó parte inicialmente de la provincia eclesiástica de la archidiócesis de Cartagena y luego, hacia finales del siglo VII, de la archidiócesis de Toledo.
Destruida de nuevo en la invasión de los árabes, la diócesis fue suprimida y continuó por más de tres siglos de silencio, con obispos en el exilio, hasta que la ciudad fue reconquistada por los cristianos y la diócesis restaurada en 1035 por Sancho III el Mayor de Navarra y Bermudo III de León. A partir de ese momento, se ha sucedido una serie ininterrumpida de 96 obispos.
Los límites geográficos establecidos por Sancho III el Mayor de Navarra para la diócesis de Palencia en 1034, estaban señalados por el río Cea hasta el río Duero, y el río Pisuerga hasta Peñafiel y Portillo. Pero en 1035 Bermudo III adelantó mucho la diócesis de León hacia el levante, mientras que la de Palencia se extendía más allá del Pisuerga. Sin embargo el 29 de diciembre de 1059 Fernando I hizo algunos reajustes fijando los límites hacia el este y el oeste. Durante los siglos XIV, XV y XVI la diócesis palentina fue una de las más poderosas del Reino de Castilla, como lo demuestra el hecho de que sus obispos eran consejeros de los reyes y pertenecían a las familias nobiliarias más encumbradas. Aprovechando ese momento de esplendor se erigió la catedral gótica de San Antolín.
Entre 1208 y 1214 se fundó en Palencia la primera universidad española, que posteriormente fue incorporada a la Universidad de Salamanca durante el siglo XIII.
La diócesis de Palencia tuvo desde su restauración una verdadera primacía conciliar, como lo demuestran los 17 concilios nacionales celebrados entre 1065 y 1403.
El 13 de diciembre de 1584 se inauguró el seminario diocesano, que el 19 de agosto de 1769 fue trasladado a las instalaciones del suprimido Colegio de los Padres Jesuitas.
En 1595 se erigió la diócesis de Valladolid (hoy archidiócesis de Valladolid) y se desmembraron de la de Palencia los arciprestazgos de Portillo, Simancas y Tordesillas. 
Durante el siglo XVII la diócesis pasó a ser sufragánea de la archidiócesis de Burgos.
El 17 de octubre de 1954 y el 22 de noviembre de 1955, mediante los respectivos decretos Quum sollemnibus e Initis inter de la Congregación Consistorial, se revisaron los límites de la diócesis para hacerlos coincidir con los de la provincia civil, en aplicación del concordato entre el Santa Sede y Gobierno español en 1953. El territorio de la diócesis de Palencia ha sufrido cambios considerables, debido al traslado de 89 parroquias a la archidiócesis de Valladolid y otras tantas a la archidiócesis de Burgos y a las diócesis de Santander y León; y por la adquisición de 157 parroquias de la misma diócesis de León y otras 68 de la archidiócesis de Burgos.

### Primeros obispos
- Toribio. Primer obispo conocido de Palencia. Su firma aparece en el II Concilio de Toledo (527, 5.º año de reinado de Amalarico), y se le menciona en dos cartas. Una del obispo de Toledo Montano, a los señores hermanos amadísimos e hijos del territorio palentino, a quienes se desea salud eterna en el Señor Dios, carta donde se señalan los libros del beatísimo y religiosísimo varón, Toribio, obispo, enviados al santo Papa León de Roma, en los cuales explicaba esta sucia herejía [del Priscilianismo]. Y otra carta, de muy distinto signo, del mismo Montano, al excelente y gran cristiano, señor e hijo, Toribio, a quien se le señalan su participación en negocios, en las irregularidades en la consagración del crisma, en invitaciones hechas a obispos de otras naciones a la inauguración de basílicas palentinas, y se le recuerda algún privilegio episcopal de incierto cariz en torno al nombramiento de obispos. Toribio es amenazado con ser denunciado ante el rey Amalarico, quien era un declarado arriano, y ante el juez secular, por introducir extranjeros en el reino.
- Murila. Segundo obispo de Palencia. Su firma consta en el III Concilio de Toledo (589), donde se produjo la conversión de Recaredo y los obispos arrianos, entre los que se encuentra.
- Conancio. Tercer obispo de Palencia. Su rúbrica aparece en cuatro concilios, los celebrados entre los años 610 y 638:
  - En el Sínodo de Gundemaro (610, año 1.º del reinado de Gundemaro), donde firma la Constitución de los Obispos Cartaginenses, que viene a reconocer la sede episcopal de Toledo como primada de Hispania y la indivisión de la Cartaginense, a quien sigue perteneciendo la Carpetania y que se seguirá regiendo por un solo obispo.
  - En el IV Concilio de Toledo (633, año 3.º del reinado de Sisenando).
  - En el V Concilio de Toledo (636, año 1.º del reinado de Chintila).
  - En el VI Concilio de Toledo (638, año 2.º del reinado de Chintila).

Observaciones dispersas, recogidas en el trabajo de Manuel Sotomayor y Muro, nos permiten identificar a "Conancio de Palencia" o "Conancio de Castilla" como uno de los grandes obispos hispano-visigodos del siglo VII, en una época el la que se consigue que la práctica litúrgica se realice de la mismo manera en todo el reino visigodo, produciéndose un movimiento de renovación religiosa y una extraordinaria creatividad musical.
En el siglo VII los libros visigodos se enriquecen con nuevas piezas litúrgicas: misas, himnos, oraciones, etc., obra del saber y la inspiración de los obispos hispanos, entre los que se menciona a Conancio.
La liturgia visigoda poseía elementos orientales, que la distinguían de la romana. Las oraciones públicas eran de tres clases: oración litánica, similar a las peticiones posteriores a la homilía de hoy en día; oración colectiva, con los brazos en cruz, hoy caída en desuso; y oración eucarística, la parte preparatoria del sacrificio de la eucaristía. Distintos libros litúrgicos se van creando para realizar mejor estas formas de oración. Aparecen así los cinco libros litúrgicos de rigor: el Libro de los Sacramentos o Libro de los Misterios, con las fórmulas para la eucaristía; el Liber comicus o Leccionario, con los textos del Antiguo o Nuevo Testamento que debían leerse en la misa; el Antifonario, con los cánticos que preceden, acompañan o siguen a la comunión; el Liber Ordinum, con las fórmulas para la administración de los sacramentos, y el Breviario, para la recitación de las horas canónicas. La riqueza de las misas era extraordinaria, existiendo una para cada domingo, cada feria, cada festividad y cada mártir, varias misas del común y cincuenta y ocho misas votivas.
Conancio fue el creador de una tradición musical palentina, componiendo novedosas melodías que dejaron huella en la época: Nam melodías soni multas noviter edidit. Treinta años después, Ildefonso de Toledo sigue la senda musical de Conancio, en su faceta de compositor de himnos que constituían nuevas formas literarias y musicales.
Aún figura Conancio "de Castilla" entre los compositores que participaron en la creación del Antifonario de León, obra realizada en común por religiosos, entre los que destacan muchas de las grandes figuras visigodas como San Eugenio, San Ildefonso, San Julián y San Braulio.
De la importancia de Conancio nos da también idea el hecho de que San Fructuoso de Braga —la gran figura del monacato visigodo en el siglo VII— abandona sus posesiones de El Bierzo para ir a Palencia, donde se puso bajo la dirección del "gran obispo" y estudia para clérigo.
- Ascario. Cuarto obispo conocido de Palencia (¿639-673?). Firma el VIII Concilio de Toledo (653, quinto año del reinado de Recesvinto). No vuelve a aparecer su nombre hasta el año 672. Nada se sabe de los años intermedios. Ningún obispo representó a la diócesis de Palencia en los concilios celebrados entre los años séptimo y decimoctavo del reinado de Recesvinto. Entre estos años se celebraron dos concilios nacionales: el IX Concilio de Toledo (655) y el X Concilio de Toledo (656). Si bien, la sede palentina pudo estar un tiempo vacante, el hecho de que la tradición local ubique a Ascario al lado de Wamba en el año 672, supone que Ascario era aún obispo de Palencia en esta fecha. Pero esta hipótesis no deja de ser problemática, pues nos plantea la pregunta del porqué de su alejamiento de Toledo y sus concilios. Cabe pensar que Ascario había caído en desgracia ante Recesvinto o que alguna otra circunstancia muy especial le impedía asistir a los concilios.
- Concordio.  Quinto obispo de Palencia. Aparece en cinco concilios, por lo que se constata su ocupación de la sede entre los años 675 y 688:
  - En el XI Concilio de Toledo (675, 4.º año de Wamba).
  - En el XII Concilio de Toledo (681, año 1.º de Ervigio).
  - En el XIII Concilio de Toledo (683, 4.º año de Ervigio).
  - En el XIV Concilio de Toledo (684 d. C., 5.º año de Ervigio), representado por su diácono, Gravidio, único de los diáconos palentinos de que tenemos noticia.
  - En el XV Concilio de Toledo (688, año 1.º de Égica).
- Basualdo. Sexto obispo de Palencia. Aparece en el XVI Concilio de Toledo (693, 6.º año de Egica).

## Estadísticas
Según el Anuario Pontificio 2022 la diócesis tenía a fines de 2021 un total de 141 082 fieles bautizados.
| Año                                                                             | Población            | Población | Población      | Sacerdotes | Sacerdotes    | Sacerdotes    | Bautizados por sacerdote | Diáconos permanentes | Religiosos | Religiosos | Parroquias |
| Año                                                                             | Bautizados católicos | Total     | % de católicos | Total      | Clero secular | Clero regular | Bautizados por sacerdote | Diáconos permanentes | Varones    | Mujeres    | Parroquias |
| ------------------------------------------------------------------------------- | -------------------- | --------- | -------------- | ---------- | ------------- | ------------- | ------------------------ | -------------------- | ---------- | ---------- | ---------- |
| 1950                                                                            | 260 000              | 260 000   | 100.0          | 449        | 430           | 19            | 579                      |                      | 334        | 870        | 350        |
| 1969                                                                            | 240 908              | 241 033   | 99.9           | 537        | 385           | 152           | 448                      |                      | 272        | 1108       | 253        |
| 1980                                                                            | 189 333              | 192 102   | 98.6           | 461        | 319           | 142           | 410                      |                      | 323        | 1003       | 468        |
| 1990                                                                            | 186 000              | 190 010   | 97.9           | 413        | 294           | 119           | 450                      |                      | 279        | 992        | 468        |
| 1999                                                                            | 178 700              | 180 571   | 99.0           | 391        | 285           | 106           | 457                      |                      | 190        | 769        | 455        |
| 2000                                                                            | 178 700              | 180 571   | 99.0           | 363        | 260           | 103           | 492                      |                      | 295        | 765        | 455        |
| 2001                                                                            | 177 670              | 179 465   | 99.0           | 340        | 257           | 83            | 522                      |                      | 291        | 736        | 455        |
| 2002                                                                            | 173 798              | 177 345   | 98.0           | 335        | 253           | 82            | 518                      |                      | 157        | 534        | 455        |
| 2003                                                                            | 168 918              | 174 143   | 97.0           | 342        | 256           | 86            | 493                      |                      | 193        | 512        | 455        |
| 2004                                                                            | 174 471              | 177 128   | 98.5           | 335        | 252           | 83            | 520                      | 1                    | 180        | 509        | 455        |
| 2013                                                                            | 165 290              | 173 990   | 95.0           | 299        | 223           | 76            | 552                      | 1                    | 152        | 643        | 456        |
| 2016                                                                            | 162 000              | 170 000   | 95.3           | 286        | 221           | 65            | 566                      | 1                    | 165        | 580        | 456        |
| 2019                                                                            | 150 541              | 162 035   | 92.9           | 253        | 187           | 66            | 595                      | 1                    | 180        | 534        | 456        |
| 2021                                                                            | 141 082              | 160 321   | 88.0           | 233        | 167           | 66            | 605                      | 1                    | 108        | 493        | 470        |
| Fuente: Catholic-Hierarchy, que a su vez toma los datos del Anuario Pontificio. |                      |           |                |            |               |               |                          |                      |            |            |            |

Además, según estadísticas oficiales, durante el curso 2017-2018, estudiaron 2 seminaristas en el Seminario mayor diocesano.

## Episcopologio
Manuel Herrero Fernández fue designado obispo de Palencia por el papa Francisco el 26 de abril de 2016. Su consagración episcopal tuvo lugar el día 18 de junio de 2016 en la catedral de Palencia.
El día 31 de octubre de 2023 Mikel Garciandía fue nombrado nuevo obispo de Palencia. Tomó posesión el 20 de enero de 2024.

## Santos y beatos de la diócesis
- San Zoilo, mártir, (¿?-circa 304). Sus restos son venerados en Carrión de los Condes.
- Santo Toribio, (¿402?-476) que predicó en Palencia contra la herejía priscilianista.
- San Antolín, (circa 436-circa 506), mártir, patrono de la diócesis.
- San Pedro de Osma, obispo, (circa 1040-2 de agosto de 1109), que falleció en Palencia.
- San Telmo, O.P., (circa 9 de marzo de 1190-15 de abril de 1246), canónigo y deán de la Catedral de Palencia.
- San Pedro Regalado, O.F.M. Conv., (1390-1456) que nació en Valladolid cuando aún pertenecía a la diócesis de Palencia.
- San Francisco de Capillas, O.P., protomártir en China.
- Beato Francisco de Jesús, O.S.A., mártir del Japón.
- San Manuel González, obispo, (25 de febrero de 1877-4 de enero de 1940). Ocupó la sede palentina de 1935 a 1940.
- Beato Anselmo Polanco, O.S.A., (16 de abril de 1881-7 de febrero de 1939), obispo y mártir. Fue martirizado siendo obispo de Teruel.
- Mártires palentinos de la persecución religiosa en España durante el siglo XX.
- San Rafael Arnáiz, O.C.S.O., místico (9 de abril de 1911-26 de abril de 1938), falleció en el monasterio de San Isidro, en el municipio de Dueñas.